# 利特爾里弗鎮區 (堪薩斯州里諾縣)
利特爾里弗鎮區（英語：Little River Township）是位於美國堪薩斯州里諾縣的一個行政鎮區。

## 地方資料
利特爾里弗鎮區的面積為93.74平方千米，當中陸地面積為93.33平方千米，而水域面積為0.41平方千米。根據2010年美國人口普查的數據，當地共有人口1822人，而人口密度為每平方千米19.44人。

## 外部連結
- US-Counties.com
- City-Data.com （页面存档备份，存于）